# Le Comte
Pour plus de détails, voir Fiche technique et Distribution.
Le Comte (El Conde) est un film chilien co-écrite et réalisée par Pablo Larraín, sortie en 2023.
Mêlant comédie noire et satirique, fantastique et thriller psychologique, ce film imagine que le dictateur Augusto Pinochet est en fait un vampire né au XVIIIe siècle et qu'il continue de vivre malgré sa mort officielle en 2006.
En compétition lors de la Mostra de Venise 2023, où il a remporté le Prix du scénario, Le Comte a connu une sortie limitée en salles dans certains pays, avant d'être diffusé sur Netflix dans le monde.

## Synopsis
Le dictateur Augusto Pinochet est en fait un vampire multicentenaire qui se nourrit du sang de ses victimes pour survivre. Mais il souhaite mourir alors que sa famille profite des bénéfices du règne autoritaire.

## Fiche technique
Sauf indication contraire, les informations mentionnées dans cette section peuvent être confirmées par la base de données cinématographiques IMDb,  présente dans la section « Liens externes ».
- Titre francophone : Le Comte
- Titre original : El Conde
- Réalisation : Pablo Larraín
- Scénario : Guillermo Calderón et Pablo Larraín
- Photographie : Edward Lachman
- Montage : Sofía Subercaseaux
- Production : Rocío Jadue et Juan de Dios Larraín
- Société de production : Fábula
- Pays de production :  Chili
- Langues originales : espagnol, anglais et français
- Format : noir et blanc / couleur - Dolby Digital
- Genre : comédie noire, fantastique, satire[1]
- Durée : 110 minutes
- Dates de sortie :
  - Italie : 31 août 2023 (Mostra de Venise)
  - Chili, États-Unis, Royaume-Uni, Argentine et Mexique : 15 septembre 2023 (sortie limitée)
  - Monde : 15 septembre 2023 (Netflix)

## Distribution
- Jaime Vadell (VF : Jean Barney) : Augusto Pinochet, dit « Le Comte »
  - Clemente Rodriguez : Claude Pinoche (Augusto Pinochet, jeune, au XVIIIe siècle)
  - Daniel Contesse (VF : Antoine Escallon) : Augusto Pinochet, jeune
- Gloria Münchmeyer (VF : Évelyne Grandjean) : Lucía Hiriart
  - Daniela Seguel : Lucía Hiriart, jeune
- Alfredo Castro (VF : Pierre-François Pistorio) : Fyodor
- Paula Luchsinger (VF : Nastassja Girard) : Carmencita
- Stella Gonet (VF : Isabelle Ganz) : Margaret Thatcher / la narratrice
  - Sofia Maluk : Margaret Roberts (Margaret Thatcher, jeune, au XVIIIe siècle)
- Catalina Guerra (VF : Ethel Houbiers) : Luciana
- Amparo Noguera (VF : Alice Taurand) : Mercedes
- Antonia Zegers (VF : Marie Bouvier) : Jacinta
- Marcial Tagle (VF : Marc Saez) : Anibal
- Diego Munoz (VF : Charles Uguen) : Manuel
- Rosario Zamora (VF : Cécile Arnaud) : Alberta
- Francisca Walker : Marie-Antoinette

 Source et légende : version française (VF) sur RS Doublage

## Distinctions

### Récompenses
- Mostra de Venise 2023 : Prix du meilleur scénario[3]
- Prix Platino 2024 : meilleure direction artistique[4],[5]

### Nomination
- Oscars 2024 : meilleure photographie